# میکیلا هوور
میکِـیلا هوور (انگلیسی: Mikaela Hoover؛ زادهٔ ۱۲ ژوئیهٔ ۱۹۸۴) بازیگر اهل ایالات متحده آمریکا است که تباری ایرانی-ایتالیایی دارد.
میکلا در کولبرت به‌دنیا آمد. او از سن ۲ سالگی به کلاس‌های رقص رفت و بعدها در نمایش‌نامه‌های مدرسه یا آگهی‌های تبلیغاتی محلی ظاهر شد. وی دانش‌آموختهٔ رشته تئاتر در «دانشگاه لویولا مری‌ماونت» در لس آنجلس است و از این دانشگاه مدرک کارشناسی دریافت نمود.

## گزیدهٔ نقش‌آفرینی‌ها
- عشق شدید (۲۰۲۱)
- جوخه انتحار (۲۰۲۱)
- تعطیلات (۲۰۲۰)
- حالت هواپیما (۲۰۱۹)
- لوسیفر (۲۰۱۷)
- دو دختر ورشکسته (۲۰۱۷)
- آزمایش بلکو (۲۰۱۶)
- نگهبانان کهکشان (۲۰۱۴)
- دو مرد و نصفی (۲۰۱۳)
- مدیریت خشم (۲۰۱۲)
- پایان خوش[۴] (۲۰۱۱)
- آشنایی با مادر (۲۰۱۰)
- سوپر (۲۰۱۰)